# Sefo
Seyfullah Sağır (Samsun, 16 de marzo de 1998), más conocido como Sefo, es un músico pop y compositor turco. Saltó a la fama en Turquía con su canción "Bilmem mi?", que presenta elementos del reguetón.

## Vida y carrera
Seyfullah Sağır nació el 16 de marzo de 1998 en Samsun.
En marzo de 2018, lanzó su primer sencillo "Yalan". En febrero de 2019, y con el éxito de su segundo sencillo "Poz", decidió emprender una carrera profesional en la música. El 18 de abril de 2019, lanzó el sencillo "Up Down", seguido de "362" en junio de 2019. La mayoría de sus canciones también incluyen elementos pop.
El 21 de febrero de 2020, lanzó la canción "Başa Sar", con Aerro y Yase. Otros sencillos incluyen "Ardından", "YOUNGSTAR", "İhtiyacım Yok", "Liman", "Toz Duman", "Bonita (ft. Reynmen )", y "Bilmem mi?", Esta última encabezó las listas musicales en Turquía.

## Discografía

### Sencillos
- Yalan (2018)
- Poz (2019)
- Up Down (2019)
- 362 (2019)
- Derdi Ne?  (2019)
- Başa Sar (ft. Aerro, Yase)  (2020)
- Rest (2020)
- Kaybol (ft. Revart) (2020)
- Nerdeyim?  (2020)
- Geri Gel (2020)
- Ardından (2021)
- YOUNGSTAR (2021)
- İhtiyacım Yok (2021)
- Liman (2021)
- Toz Duman (2021)
- Bonita (ft. Reynmen) (2021)
- Bilmem mi? (2021)
- Affettim (2022)
- Mírame (Bilmem mi? Remix) (ft. Reik) (2022)
- Yarım Kalır (ft. Revart) (2022)
- Tutsak (2022)
- Isabelle (ft. CAPO) (2022)
- Kördüğüm (ft. Jako) (2022)
- Şahane (ft. Organize) (2022)
- Gitti (ft. Aerro) (2022)
- Beni Beni (2022)